# Ante Gotovina
Ante Gotovina (Pašman, 12. listopada 1955.) umirovljeni je general Hrvatske vojske. 
Nakon što je – kao jedan od najistaknutijih zapovjednika iz Domovinskog rata – otpušten iz vojne službe 2000. godine zbog navodnog miješanja u politiku, na Međunarodnom sudu za ratne zločine počinjene na području bivše Jugoslavije u Haagu se 2001. godine podiže optužnica protiv njega te generala Ivana Čermaka i Mladena Markača zbog navodna zločinačkoga poduhvata za Operacije Oluja kojom je 1995. godine slomljena srpska paradržava u Hrvatskoj. Ante Gotovina u pritvoru je proveo 7 godina, a presudom Haaškog suda iz 2012. godine on i preostala dvojica generala proglašeni su nevinima za navodni zločin koji je prema optužnici bio naredio Franjo Tuđman, tadašnji Predsjednik Republike Hrvatske.
Odmah nakon donošenja oslobađajuće presude 2012. godine Predsjednik Republike Hrvatske, Ivo Josipović, primio je generala Gotovinu, Čermaka i Markača te potpisnike apela protiv kriminalizacije Domovinskog rata iz 2000. godine koje je raniji Predsjednik RH Stjepan Mesić bio prijevremeno umirovio zbog miješanja u politiku.
Nakon oslobođenja iz pritvora u Haagu postaje poslovni čovjek i bavi se uzgojem tuna. Odlukom Predsjednice RH Kolinde Grabar-Kitarović iz svibnja 2015. godine imenovan je članom Vijeća za domovinsku sigurnost Predsjednice RH.

## Životopis
Gotovinin otac Milan bio je dalmatinski ribar. Gotovinina majka Ana izgubila je život 4. ožujka 1959., štiteći djecu od eksplozije mine kojom se u blizini kuće lomio kamen. Obitelj se iz Pašmana preselila u Pakoštane, a brigu o djeci preuzela je teta Marija Miočev. U dobi od 17 godina postaje pripadnik francuske Legije stranaca pod legionarskim imenom Andrija Grabovac (pripadnici Legije stranaca redovno dobivaju drugo ime koje se koristi u svim službenim dokumentima). Služio je u 2. padobranskoj pukovniji. Sudjelovao je u vojnim operacijama u Čadu. Nakon petogodišnjeg staža u francuskoj vojsci stekao francusko državljanstvo.  
Nakon prestanka službe u Legiji stranaca ostaje povezan s francuskim obavještajnim službama, te obučava u Gvatemali pripadnike paravojnih postrojbi koji su se borili u građanskom ratu. Djelovao je i u drugim državama Južne Amerike. Godine 1983. zadesila ga je teška tropska bolest nedaleko od rijeke Montagua, a ono što mu je spasilo život bilo je žvakanje listova koke.
Godine 1991. pridružuje se obrani Republike Hrvatske, te se ističe ispunjavanjem brojnih složenih zadaća: ubraja se u nekolicinu najistaknutijih vojnih zapovjednika u Domovinskom ratu. Nastojeći dokazati da je sam vrh hrvatske države odgovoran za zločine nad Srbima, tužiteljstvo Međunarodnog suda za ratne zločine počinjene na području bivše Jugoslavije podiglo je 2000. godine optužnicu protiv generala Ante Gotovine, Mladena Markača i Ivana Čermaka. Nakon vrlo opsežnog i kompliciranog suđenja u kojem je nepravomoćno bio usuđen na 24 godine zatvora, sva trojica su 2012. godine oslobođena svih optužbi.
Tijekom boravka u Kolumbiji rođena mu je 1985. god. kćer Ximena, iz braka s novinarkom Ximenom Dalel. Ta najstarija Gotovinina kćerka živi danas u Bogoti, prijestolnici Kolumbije. Godine 1995. mu se rodila kćer Ana, iz veze s hrvatskom novinarkom Vesnom Karuzom, iste godine oženio se Dunjom Zloić, pukovnicom HV i tajnicom tadašnjeg ministra obrane RH Gojka Šuška. Iz braka s Dunjom Zloić ima sina Antu, rođenog 1997. godine.
Tijekom sedmogodišnjeg pritvora u Haagu bavio se slikarstvom.

## Domovinski rat
Stupivši u kontakt s hrvatskim iseljenicima u Argentini, Gotovina (koji je u međuvremenu izgubio svaki kontakt s domovinom) doznaje za proglašenje hrvatske samostalnosti te se vraća u Hrvatsku u lipnju 1991., odmah stupivši u Zbor narodne garde. 
Sudjeluje u teškim borbama u Zapadnoj Slavoniji (Novska, Nova Gradiška) u sastavu 1. gardijske brigade, prvo kao branitelj, a zatim kao zapovjednik. Nakon ranjavanja i oporavka, nakratko pukovnik Gotovina odlazi za zapovjednika HVO Livno. 
Od 1992. do 1996. kao brigadir obnaša dužnost zapovjednika Zbornog područja Split, a nakon toga je glavni inspektor obrane. Ante Gotovina je dao veliki doprinos u ustrojavanju dočasničkog obučnog središta u Šepurinama pokraj Zadra. 
Brzo je vojno napredovao, te je u činu brigadira u bio jednim (uz Janka Bobetka i Antu Rosu) od glavnih zapovjednika u operaciji Maslenica 1993. godine, a kao general organizira i vodi više ključnih vojnih operacija 1994. i 1995.: obranu Livna i Tomislavgrada od postrojbi Mladićeve Vojske RS, dugotrajni puzeći rat u kojem je tijekom desetak mjeseci lomljena srpska obrana u Livanjskom polju, obroncima Dinare i Šatora, osvajanje Glamoča i Bosanskog Grahova.

## Matiranje protivnika preko Dinare za brzo i uspješno izvršenje operacije Oluja
Opkoljavanje Knina stvorilo je preduvjete za brzo i uspješno izvršenje operacije Oluja. 
Uspješna vojna varka zbog koje je vojno vraćanje glavnine okupiranih hrvatskih krajeva general Gotovina je smislio još 1992., kada je, kao zapovjednik snaga HVO-a, preuzeo obranu ugroženog livanjskog područja. Snage koje je vodio general Ante Gotovina prodrle su rano ujutro 4. kolovoza 1995. pravcem preko Dinare i s leđa iznenadile snage pobunjenih Srba.

Nakon toga, Gotovina je u drugoj polovici 1995. glavni zapovjednik združenih snaga HV i HVO u operaciji Maestral, kada je potpuno razbijena vojska bosanskih Srba, a hrvatske snage su došle na udaljenost 23 kilometra od Banje Luke.

## Optužnica, uhićenje i suđenje
Odmah nakon Oluje Haški sud je započeo istragu o zločinima počinjenima za vrijeme i nakon ratnih operacija. Tužilaštvo se, između ostalog, zainteresiralo i za Antu Gotovinu od kojeg je 1998. godine zatražilo službeni iskaz. Međutim, iako je Gotovina bio spreman na razgovor, hrvatski politički vrh mu to nije bio odobrio. Razlog zbog kojeg Gotovina, pa ni jedan drugi časnik osim generala Čermaka, nije razgovarao s haaškim istražiteljima je odluka Vlade RH da se ide u pravni spor oko nadležnosti Haaga nad vojno redarstvenim operacijama Bljesak i Oluja. Dok je trajao taj spor, nije bilo potrebe da ijedan hrvatski časnik razgovara s njima.
Promjenom vlasti u siječnju 2000., dolazi do antagoniziranja novouspostavljene šesteročlane koalicije i novoga predsjednika Mesića s jedne strane, te poražene stranke HDZ-a i određenog broja najviših hrvatskih časnika, napose onih koji nisu imali simpatija za vlast liberalne provenijencije. Zbog otvorenoga pisma nekolicine hrvatskih najviših časnika u kojemu je oštro kritizirana politika nove vlasti, a kojeg je A. Gotovina supotpisao, tadašnji predsjednik RH Stjepan Mesić prisilno ga je umirovio 29. rujna 2000. godine zajedno s još šest visokih časnika Hrvatske vojske.
Glasine koje su kolale neko vrijeme pokazale su se istinitima: Međunarodni sud za ratne zločine na području bivše Jugoslavije u Haagu podigao je 2001. optužnicu protiv Ante Gotovine (kasnije donekle izmijenjena) optužujući ga za planiranje etničkoga čišćenja i ratne zločine, u sklopu zločinačkog poduhvata kojem je na čelu bio tadašnji Predsjednik RH Franjo Tuđman. Gotovina je odbio primiti optužnicu te je od podizanja optužnice do uhićenja bio u bijegu na nepoznatom prebivalištu. Obje su hrvatske koalicijske vlasti, i ona predvođena SDP-om (2000. – 2004.), i ona predvođena HDZ-om (2004. – 2011.), priznavajući legitimitet Haaškoga suda, pozivali Gotovinu da se preda. U međuvremenu, glavna haaška tužiteljica Carla del Ponte je u više navrata optuživala državni vrh RH da namjerno skriva (ili podupire skrivanje) Ante Gotovine i sufinancira njegov bijeg. Carla del Ponte je optuživala je i katoličko svećenstvo u Hrvatskoj i BiH da ga skriva u svojim samostanima. Tražila je od Vatikana da zbog tog kazni svećenstvo, što je Sveta Stolica odbila. Carla del Ponte je zbog tog kritizirala i samog papu Benedikta XVI. Joaquin Navarro-Valls, glasnogovornik Svete Stolice, izjavio je da je nadbiskup Giovanni Lajolo, ministar vanjskih poslova Vatikana, odbio pomoći jer mu Carla del Ponte nije pružila nijedan dokaz za svoje tvrdnje. Vodstvo Katoličke crkve u Hrvatskoj se razljutilo na tvrdnje Carle del Ponte. 
Francuski bivši obavještajac Philippe Rondott tvrdi 2007. godine da je Gotovinu od progona 2000.- ih godina pa do uhićenja na Kanarskim otocima skrivala francuska vojna tajna služba DGSE, uz znanje najvišeg vrha francuske države.
Nakon višegodišnjeg skrivanja Gotovina je uhićen na Kanarskim otocima (Španjolska) 7. prosinca 2005. Nekoliko dana prije samoga uhićenja, stigao je na Tenerife u pratnji australskog Hrvata Joze Grgića 'Jablana'. Kada su se navečer spustili u restoran hotela Bitácora u kojem je general tih dana prebivao, u 21:10 prišlo im je 8 službenika španjolske policije i uhitilo ih. Grgić je nakon nekoliko sati pušten, a Gotovina je prebačen u španjolski zatvor Soto del Real, 40-ak km od Madrida.
Za prijavu u hotelu Bitácora koristio je putovnicu na ime Kristijan Horvat za kojega se već navodno znalo kako je jedan od njegovih lažnih identiteta, te je upravo ta činjenica bila ključna za generalovo uhićenje. Gotovina je u trenutku uhićenja uza se imao 12.000 € gotovine.
Dio medija je uhićenje Ante Gotovine - kojemu teška krivnja uopće nije bila dokazana, nego će se 7 godina kasnije dokazati suprotno - popratio vrlo zluradim komentarima: prepoznavali su neki krugovi to uhićenje kao dio procesa "detuđmanizacije" koji je navodno bio potreban Hrvatskoj. Čak se u medijima prenosilo neprovjerene tvrdnje da je Ante Gotovina u prošlosti bio u Francuskoj tobože "višestruko osuđeni kriminalac", "gangster" koji je navodno "pljačkao draguljarnice, otimao ljude i iznuđivao novac pod prijetnjom ubojstva". Pojedini pisci i spikeri koristili su još tijekom optužbe i lova (do danas nekažnjeno) izraz "ratni zločinac" i "ratni zločini", ne rabivši atribut osumnjičenika i navodnosti. Za uhićenje Gotovine, francuski ministar Philippe Douste Blazy izjavio je to "dobra vijest za Balkan i europski kontinent", glavni tajnik NATO-a Jaap de Hoop Scheffer da je to "dobra vijest za svijet", a hrvatski mediji ovako: Jutarnji list popratio je naslovima Najbolja vijest za Republiku Hrvatsku, Nećemo dopustiti ulične nemire (intervju sa Sanaderom), Vjesnik Vjerodostojnost nema alternative i Akcijski plan završen, obveze ostaju, Novi list Sanader nije izdajnik, a ni Gotovina nije svetac.
Gotovina je 9. prosinca prebačen u UN-ov zatvor u Scheveningenu (Nizozemska), gdje je smješten i čekao početak suđenja.
11. ožujka 2008. godine na Haškom sudu počelo je suđenje Anti Gotovini, Mladenu Markaču i Ivanu Čermaku. Na svojim prvim pojavljivanjima pred Haškim sudom izjasnili su se da se ne osjećaju krivima.
Haški sud je nepravomoćnom odlukom u prvostupanjskom procesu 15. travnja 2011. proglasio krivim Antu Gotovinu kao sudionika udruženog zločinačkog pothvata, kriv je za djela progona, deportacije, pljačke, razaranja, ubojstva, nečovječna djela i okrutno postupanje, a sud ga je oslobodio odgovornosti za prisilno premještanje. Određena mu je kazna od 24 godine zatvora.
Dana 16. studenog 2012. general Gotovina je drugostupanjskom (pravomoćnom) presudom oslobođen svih optužbi i pušten na slobodu. Kao odvjetnik zastupao ga je Luka Mišetić.

## Politika Europske unije
Gotovinin bijeg je često bio predmet političkog spora jer je njegovo neizručenje Sudu tumačeno kao nesuradnja Hrvatske s Haaškim sudom i predstavljalo prepreku za pregovore Hrvatske oko ulaska u EU.
Opća predodžba Gotovininog uhićenja bila je da se smatralo kako je Europska unija uvjetovala političko-ekonomsku integraciju Hrvatske u EU uhićenjem generala. Od Hrvatske se tražila pozitivna ocjena od strane tadašnje glavne tužiteljice Carle del Ponte o punoj suradnji s Haškim sudom. Del Ponte je 2004. godine Vijeću sigurnosti UN-a podnijela izvješće o punoj suradnji Hrvatske sa sudom kazavši između ostalog: "Hrvatske vlasti u ovom trenutku u potpunosti surađuju s mojim uredom." Bez obzira na to Velika Britanija, Nizozemska i neke skandinavske zemlje su izričito postavljale Gotovinino uhićenje kao uvjet za nastavak pregovora.
Nakon četiri i pol godine bijega pred sudskim progonom, Ante Gotovina je u prosincu 2005. godine lociran i uhićen u gradu Tenerife, na španjolskim Kanarskim otocima. Tadašnja ministrica vanjskih poslova i europskih integracija RH Kolinda Grabar-Kitarović izjavila je da su sudjelovanjem u uhićenju institucije hrvatske vlade dokazale svoju vjerodostojnost, ali da Vlada neće izražavati na poseban način zadovoljstvo tim uhićenjem.

## Reakcija hrvatske javnosti
Hrvatska je javnost otpočetka bila naklonjena odbjeglom generalu i protivila se izručenju. Anketa iz ožujka 2005. godine o odgodi početka pregovora s EU pokazala je da samo 7 % građana smatra kako je Gotovina stvarni krivac odgode. Što se tiče generalova mogućeg izručenja, 56 % je bilo protiv, a 28 % za.
Mjesec dana nakon uhićenja napravljena je nova anketa. 61 % građana je izjavilo da je generalovo uhićenje loša vijest, a samo 14 % da je dobra. Dakle, hrvatska je javnost na vijest o uhićenju reagirala posve drukčije nego hrvatska vlast. Jednak postotak, njih 61 %, smatralo je da optužnica nije utemeljena, a 50 % da će suđenje u Haagu biti pristrano i neobjektivno.
Komisija Hrvatske biskupske konferencije Iustitia et Pax je na sjednici pod predsjedanjem sisačkog biskupa Vlade Košića 24. ožujka 2011. pozvala katolike u Hrvatskoj neka se postom i molitvom sljedeća tri petka u travnju, 1., 8. i 15. mole za pravednu presudu hrvatskim generalima u Haagu (koja je izrečena 15. travnja 2011.), a potanku izjavu o Haaškom tribunalu o kojem je zasjedala je najavila za 12. travnja.
Nakon nepravomoćne presude, prema istraživanju lijevo liberalnog Jutarnjeg lista, čak 95,4 % Hrvata smatralo je haašku presudu nepravednom, a tek 1,1 % anketiranih presudu je smatralo pravednom. Nikada, u dvadeset godina istraživanja javnog mišljenja, u neovisnoj Hrvatskoj niti o jednom značajnijem političkom pitanju nije postignut potpuniji konsenzus. Naime, više od 88 % ispitanika smatra se osobno povrijeđenim presudama protiv Markača i Gotovine: taj je osjećaj vrlo vjerojatno nastao ne samo zbog visine presuda nego i zbog obrazloženja presuda, koje uistinu jest potpuno neprihvatljivo. Naposljetku, gotovo 90 % Hrvata Antu Gotovinu danas smatra herojem. Kada je prije pet i pol godina uhićen, taj je broj bio znatno manji, što dodatno govori o utjecaju Orieve odluke na političku volju i masovno raspoloženje u Hrvatskoj. Presudu Alphonsea Oriea, osobito njezin dio o udruženom zločinačkom pothvatu, svi su hrvatski građani doživjeli ne samo kao duboku nepravdu nego i kao nepošteni napad na osobni identitet.

## Oslobađajuća presuda
Dana 16. studenoga 2012. Haaški sud donio je oslobađajuću presudu generalima Anti Gotovini i Mladenu Markaču. Nakon 7 godina sudskoga pritvora (M. Markač 4 godine) isti dan su izašli na ulice Haaga kao slobodni ljudi i vratili se u Hrvatsku. Vijest je u Hrvatskoj popraćena s oduševljenjem. Na Trgu bana Josipa Jelačića okupilo se preko 100 tisuća branitelja i građana Republike Hrvatske kako bi dočekali oslobođene hrvatske generale.
Gotovina je 18. studenog dao intervju srbijanskim novinama Kurir u kojima je pozvao Srbe izbjegle nakon Oluje na povratak u Hrvatsku. Većina medija u Srbiji, kao i predsjednik Nikolić, to je ocijenila kao ruganje stradalim i izbjeglim Srbima.
Ante Gotovina je 23. studenog proglašen počasnim građaninom Splita, 26. studenog počasnim građaninom Zadra, a 2. prosinca, zajedno s generalom Markačem, proglašen je počasnim građaninom Osijeka. Počasnim građaninom Dubrovnika proglašen je 28. siječnja, a počasnim članom Viteškog alkarskog društva i građaninom Sinja, 4. kolovoza 2013. UBIUDR u suradnji s drugim Udrugama proizašlim iz Domovinskog rata dodijelila mu je u Novinarskom domu u Zagrebu, 2006. godine priznanje – Junak hrvatskog Domovinskoga rata, na poticaj Mladena Pavkovića.

## Nakon oslobađanja iz pritvora
Nakon oslobađanja iz pritvora 2012. godine, Ante Gotovina postaje poduzetnikom i razvija posao uzgoja tune u akvatoriju kod Zadra.

## Dužnosti, činovi i odličja
- 1. veljače 1973. – 1. veljače 1978. – služi u francuskoj Legiji stranaca dobio čin caporal chef[1]
- lipanj 1991. – načelnik za operacijske i nastavne poslove 1. gardijske brigade Tigrovi
- srpanj 1991. – zapovjednik izvidničke satnije 1. brigade ZNG Tigrovi
- veljača 1992. – svibanj 1992. – zamjenik zapovjednika posebne postrojbe GS HV
- svibanj 1992. – listopad 1992. – zapovjednik HVO Livno
- 9. listopada 1992. – 12. ožujka 1996. - zapovjednik ZP Split
- 12. ožujka 1996. – glavni inspektor HV-a

### Činovi
- 1991. – pukovnik
- 1992. – brigadir
- 30. svibnja 1994. – general bojnik
- 4. kolovoza 1995. – general pukovnik

### Odličja, medalje i pohvale
- 26. svibnja 1995. – Red kneza Domagoja s ogrlicom[45]
- 26. svibnja 1995. – Red bana Jelačića
- 20. svibnja 1996. – Red hrvatskog trolista
- 20. svibnja 1996. – Red hrvatskog križa
- 4. kolovoza 2018. – Velered kralja Petra Krešimira IV.[46]

## Vanjske poveznice
- Službena stranica
- Što smo mu učinili, ( Arhivirana inačica izvorne stranice od 15. rujna 2015. (Wayback Machine)), knjiga o generalu Gotovini te presudi Haškoga suda njemu i generalu Markaču novinara Nenada Ivankovića
- General pukovnik Ante Gotovina, knjiga Mladena Pavkovića, 2011. i 2012.
- Ante Gotovina - mornar, legionar, general, osloboditelj, bjegunac..., kratka biografija, Saša Jadrijević Tomas za "Slobodnu Dalmaciju, 16. studenoga 2012.

### Ostali projekti
|  | Zajednički poslužitelj ima još gradiva o temi Ante Gotovina |
|  | Wikizvor ima izvorni tekst Ante Gotovina - optužnica        |
|  | Wikicitati imaju zbirke citata o temi Ante Gotovina         |

|  | Wikizvor ima izvorni tekst Zahtjev 555 hrvatskih uglednika Vladi RH u slučaju Gotovina |